# Gabriel Díaz Bessón
Gabriel Díaz Bessón, también como Días o Díez, (Alcalá de Henares, c. 1590-Madrid, 6 de noviembre de 1638) fue un teórico musical, compositor y maestro de capilla español. Aún quedan por esclarecer definitivamente los datos de su filiación, puesto que tanto sus apellidos como su nombre de pila presentan distintas grafías en los documentos estudiados hasta el presente. También se ha confundido con Gaspar Díaz, un cantor y compositor que entró en la Capilla Real en 1605.: 238–239 

## Biografía
Desde el 1 de enero de 1606 hasta 1614 actuó como teniente de la Capilla Real de Felipe III, un trabajo que incluía la instrucción de los infantes. De enero o febrero de 1615 a marzo de 1619 fue maestro de capilla en la Colegiata de San Pedro de Lerma. En 1616 compuso la música para el funeral de la reina Margarita de Austria, patrona del Real Monasterio de la Encarnación de Madrid que acababa de inaugurarse.: 238–239 
Viajó hacia el sur con intención de establecerse en Andalucía y visitó Granada en 1621, según consta en el epistolario del poeta Luis de Góngora, aunque no se especifica si obtuvo algún cargo o prebenda en dicha ciudad. Llegó a Córdoba por recomendación de Luis de Góngora en carta que dirigió al Cabildo y que este conoció en sesión capitular de 16 de septiembre de 1621. Se le otorgó el cargo de maestro de capilla el 10 de noviembre del mismo año, así como el de capellán de Santa Inés. Sin embargo, hubo de compartir las funciones de su cargo con el maestro Juan de Montiel, lo cual generó desavenencias entre ambos. Enterado el Cabildo de ellas y ante la mayor competencia musical y autoridad moral sobre los cantores de Gabriel Díaz, ordenó que tan solo él «rigiese el facistol dentro y fuera de la iglesia».: 240–241 
Con fecha 4 de mayo de 1623 se le concedió el permiso para viajar a Madrid con objeto de cobrar 400 ducados que le debía el duque de Lerma. Una vez en la capital, Gabriel Díaz actuó como maestro de capilla en el convento de la Encarnación, sin que se sepa si fue por pretensión suya, o bien por orden superior a la que no pudo negarse. Mientras tanto el Cabildo cordobés consideró vacante su plaza y dispuso los pertinentes edictos públicos para cubrirla, pero Díaz reconsideró humildemente su postura y regresó a Córdoba. El 14 de febrero del 1624 fue readmitido, quizá con motivo de la inmediata visita del rey Felipe IV a la capital cordobesa. La estancia de Gabriel Díaz en Córdoba estuvo siempre marcada por cierta polémica. En cuestiones disciplinarias su espíritu inquieto contrastaba con el rigor catedralicio. Por fortuna no sucedía lo mismo en lo que respecta a innovaciones exclusivamente musicales, ya que el Cabildo reaccionaba permisivamente ante sus peticiones de nuevos instrumentistas, confiando en su experiencia y formación. De esta manera, Díaz pudo introducir en su capilla el uso del arpa, así como que «asistiese de ordinario una corneta a la cuerda de tiples a todo el tiempo que hubiese canto de órgano».
Los libros de visita de la capilla de Santa Inés entre los años 1622 y 1636 dan cuenta de sus asistencias y recles al servicio de la capellanía, del coro y del magisterio de capilla en estos años. El archivo de capilla de 10 de junio de 1622 certifica la presentación de un libro de órgano de Duarte Lobo, maestro de capilla de la catedral de Lisboa, que se entrega a Gabriel Díaz, y otra de 6 de diciembre de 1624 cita de nuevo a Lobo. El 26 de abril de 1629 recibe por inventario los libros de canto de órgano que antes habían estado bajo la dependencia de Juan de Montiel. El día 5 de marzo de 1632 regala al Cabildo un órgano pequeño, y un año después se le dan 20 ducados «para ayuda a el gasto de escriptura e conpusicion [sic] de los villancicos y chanzonetas que ha compuesto y se cantaron la Navidad pasada de siscientos y treinta y dos». Imprimió los villancicos, es decir, las letras que se cantaron en las Navidades de 1632 y 1633. Por su mediación, el Cabildo adquiriría en el mismo año dos pasionarios de canto que se trajeron de Toledo. El inventario de la capilla de Santa Inés de 1636 anota entre sus bienes «un quadro de las Tentaciones de San Antonio Abad que dio el maestro Gabriel Díaz».: 240–241 
En mayo de 1637 tenía ya preparada su partida de Córdoba cuando el Cabildo le pidió «la composición que se a de tener en dejar villancicos para la fiesta del Santísimo», pero «respondió que no tenía ninguna cosa que dejar para esta fiesta». Al final de su estancia en la capital cordobesa dirigió el concurso para proveer la plaza de maestro de capilla en Granada, cargo que ganó el músico Simón Merino. Se sabe que a partir del 19 de mayo de 1637 Gabriel Díaz se retiró de su capellanía en Córdoba. No mucho después, el 3 de julio, el maestro de capilla de Granada escribió al Cabildo comunicándole que envió un juego de cartapacios que estaba en poder del maestro Gabriel Díaz. Díaz regresó a Madrid, donde pasó el resto de sus días como maestro de capilla en el monasterio de las Descalzas reales y como cantor de cámara de Felipe IV.: 240–241 
Mantuvo amistosas relaciones con Lope de Vega, el cual glosó el arte del compositor en unas décimas que figuran en la dedicatoria que le ofreció de su comedia Carlos V en Francia, publicada en 1607.: 210–211 

## Obra
Su producción musical fue enorme aunque, lamentablemente, se perdió en gran parte tras el terremoto de Lisboa (1755) que destruyó la rica biblioteca del rey Juan IV de Portugal. También se perdió en la catástrofe su tratado teórico titulado Compendio de música para los primeros rudimentos de los compositores, sin que se sepa si era impreso o manuscrito. El hecho de que la mayor parte de su música fuera a parar a la mencionada biblioteca invita a suponer unas posibles y estrechas relaciones entre el compositor y los músicos portugueses. En su obra conservada, tanto religiosa como profana, puede apreciarse su notable inspiración y su excelente dominio de la técnica contrapuntística, así como los rasgos estilísticos fundamentales de la época en que vivió, es decir, la transición entre el Renacimiento y el Barroco.
Entre sus obras, encontramos:
- Misas: 4 misas feriales, a 4 voces; Misa de Bona Voluntatis, 9 voces; 2 Sanctus, a 4 y 6 voces.
- Antífonas: Salve, a 5 voces; Salve Regina, a 8 voces.
- Cánticos: Magnificat, a 8 voces; Magnificat, a 8 voces; Magnificat, a 10 voces.
- Motetes: Deus qui nobis in sancta sindome, a 8 voces; Fratres sobrii estote, a 9 voces.
- Salmos: Beatus vir, a 8 voces; Credidi, a 8 voces; Cum invocarem, a 12 voces; Dixit Dominus Domino meo, a 12 voces; Dixit Dominus, a 8 voces; Dixit Dominus, a 8 voces; Dixit Dominus, a 8 voces; Laetatus sum, a 8 voces; Laetatus sum, a 8 voces; Lauda Ierusalem, a 8 voces; Laudate Dominum omnes gentes, 8 voces; Laudate dominus, a 8 voces.
- Romances: Seraphines en Belén, a 6 voces; tonada, a 8 voces.
- Villancicos: Alegrías, pues un infante, a 7 voces; Ardíase el portalillo, a 4 voces; ¡Ay!, veño vos a ver, a 6 voces; De la cumbre de la gloria, a 8 voces; En aquel portalejo, a 5 voces; Escucha Francisco Antón, a 8 voces; Fraçico Thome y Dominga, a 12 voces; Hombre, a 6 voces; La desecha cosecha, a 4 voces; Pensamiento, qué donaire es, a 4 voces; Tírale flechas, a 8 voces; Zi me daiz zu mano, a 8 voces.

En el Cancionero de Claudio de la Sablonara constan:
- Canciones: La Morena qu’yo adoro, a 3 voces.
- Endechas: Burlóse la niña de amor, a 4 voces.
- Octavas: Dulce mirar a ninguno, a 3 voces.
- Romances: Barquilla pobre de remos, a 4 voces; De las faldas del Atlante, a 3 voces, Romance en diálogo; El que altivos impossibles, a 3 voces; Llorando lágrimas vivas, a 4 voces; Quando de tus soles negros, a 3 voces.

En el Cancionero de Medinaceli: tonos castellanos: Asquilla pobre de Remos, a 3 voces.
En el Cancionero musical de Onteniente: Si yo no mudo de vida.